# BAE Systems Hawk
BAE Systems (BAE) Hawk (diều hâu/chim ưng) là một máy bay phản lực huấn luyện tiên tiến bay lần đầu tiên vào năm 1974 với tên gọi Hawker Siddeley Hawk. Nó được sử dụng bởi Không quân Hoàng gia Anh, và một số lực lượng không quân của các quốc gia khác, ngoài dùng để huấn luyện nó còn được sử dụng như một máy bay chiến đấu có chi phí thấp. Cho đến hiện nay (1 tháng 12 năm 2007) có trên 900 chiếc Hawk đã được bán trên toàn thế giới.

## Lịch sử

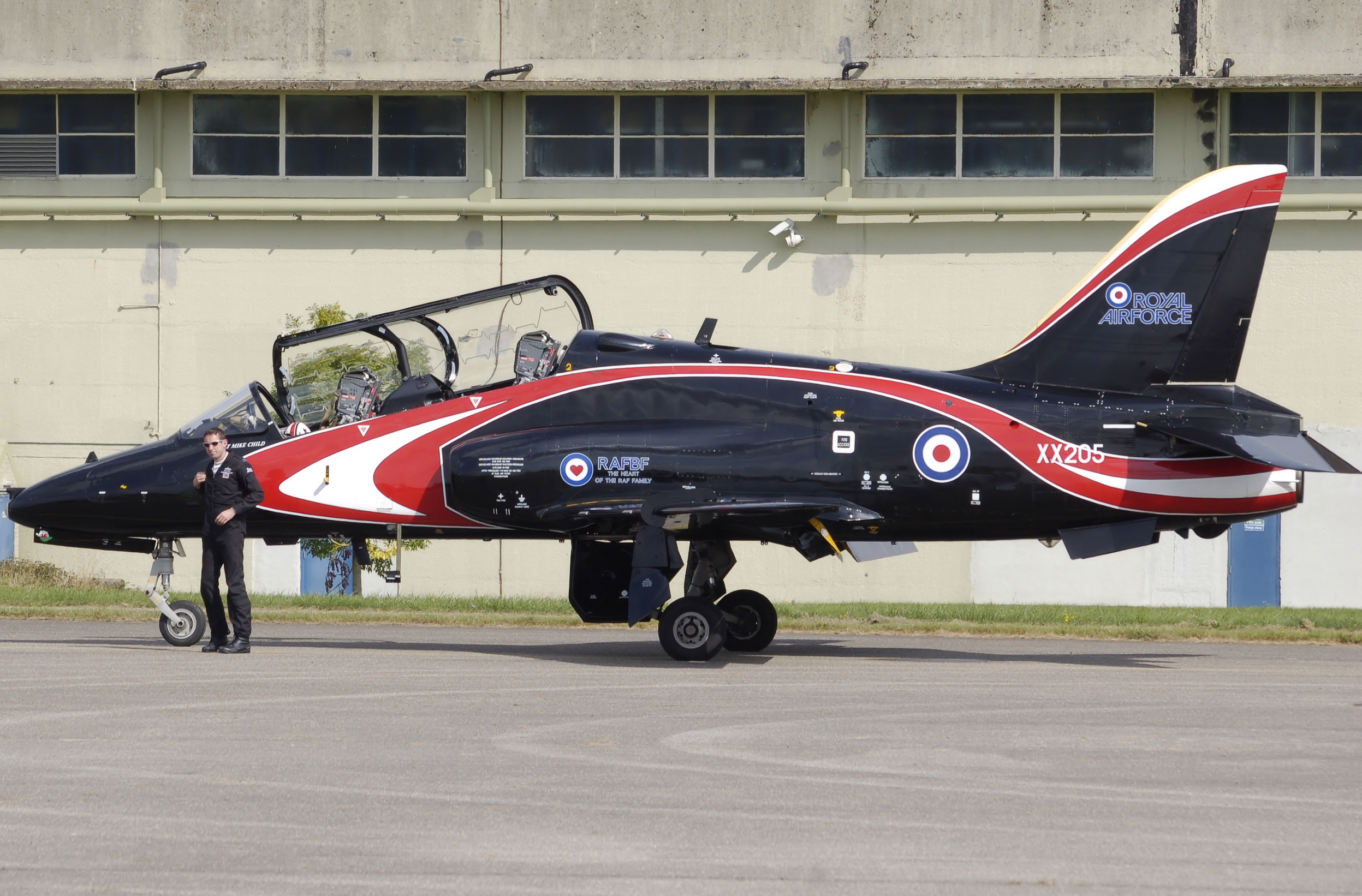
Hawk T.1A (XX205) (RAF) tại Phi trường Kemble, Anh. Đây là một máy bay biểu diễn nhào lộn với một lớp sơn ngoài trang trí đặc biệt.

Vào năm 1964, Không quân Hoàng gia Anh có nhu cầu về một máy bay phản lực huấn luyện mới để thay thế cho loại Folland Gnat. SEPECAT Jaguar lúc đầu đã được dự định sử dụng cho mục đích này, nhưng người ta nhận thấy nó là một máy bay quá phức tạp cho việc huấn luyện phản lực ban đầu. Do đó, vào năm 1968 hãng Hawker Siddeley đã bắt đầu thiết kế một máy bay huấn luyện đơn giản dưới tốc độ âm thanh, nó có tên gọi là HS.1182. Mẫu thiết kế này có một buồng lái cho hai phi công ở phía trước và sau, và có khả năng mang vũ khí, điều này cho phép nó có vai trò như một máy bay huấn luyện vũ khí và chiến đấu hạng nhẹ.
Vào năm 1973, HS.1182 đổi tên thành "Hawk", nó bay lần đầu tiên vào năm 1974. Và bắt đầu phục vụ trong Không quân Hoàng gia Anh (RAF) vào tháng 4 năm 1976, thay thế cho Gnat và Hawker Hunter trong vai trò huấn luyện cao cấp và huấn luyện vũ khí tương ứng. Vào năm 1977, Hawker Siddeley hợp nhất với công ty máy bay British thành công ty quốc hữu hóa mang tên British Aerospace (BAe), rồi sau đó trở thành BAE Systems với sự liên kết của Marconi Electronic Systems vào năm 1999.
Đơn vị sử dụng máy bay Hawk nổi tiếng nhất của RAF là đội biểu diễn trên không Red Arrows, đội bay này đã sử dụng Hawk vào năm 1979. Đội biểu diễn trên không của Không quân Phần Lan là Midnight Hawks cũng sử dụng loại máy bay này.
Hawk có tính linh hoạt tuyệt vời, nó không có khả năng đạt tốc độ âm thanh trong khi bay ngang, nhưng nó có thể đạt tốc độ Mach 1.2 khi lao xuống, cho phép những học viên trải qua cảm giác điều khiển máy bay ở tốc độ âm thanh mà không cần đến một máy bay huấn luyện siêu âm. Những chiếc Hawk sau này đã thay thế loại máy bay English Electric Canberra trong vai trò mục tiêu lôi kéo.
Hải quân Hoàng gia Anh cũng sử dụng những chiếc Hawk T.Mk 1/1A từ RAF, hải quân dùng những máy bay này như một mục tiêu giả định trên không cho việc huấn luyện xạ thủ và sĩ quan radar trên tàu chiến.

## Các phiên bản

### Hawk T.1/T.1A
T.1 ("Trainer Mark 1") là phiên bản đầu tiên của Hawk được sử dụng bởi RAF, các đợt giao hàng bắt đầu trong tháng 11 năm 1976. Vương quốc Anh đã mua 176 chiếc T.1.
Từ năm 1983 đến năm 1986, một vài chiếc Hawk đã được trang bị như một máy bay đánh chặn tầm ngắn để phòng thủ điểm. 88 chiếc T.1 đã được sửa đổi để mang hai tên lửa không đối không AIM-9L Sidewinder và thêm vào một khẩu pháo ADEN 30 mm. Máy bay này được chỉ định tên gọi là T.1A. Trong các cuộc chiến tranh, chúng đã hoạt động cùng với máy bay Tornado F.3, Tornado F.3 sẽ sử dụng những radar tìm kiếm Foxhunter của mình để dẫn đường cho những chiếc Hawk không có radar tấn công mục tiêu của đối phương. Những nhiệm vụ như vậy đã được thực hiện bởi các phi công huấn luyện. Những sự chuyển đổi hoàn tất vào năm 1986. Với việc Liên Xô tan rã và kết thúc Chiến tranh Lạnh, những chiếc Hawk của RAF không còn được giao nhiệm vụ với vai trò đánh chặn tầm gần nữa.
80 chiếc T.1 đã được nâng cấp trong chương trình Fuselage Replacement Programme (FRP), bao gồm thay thế phần cuối đuôi và thân, sử dụng những bộ phận mới được dùng trên Mk. 60.

### Hawk 50

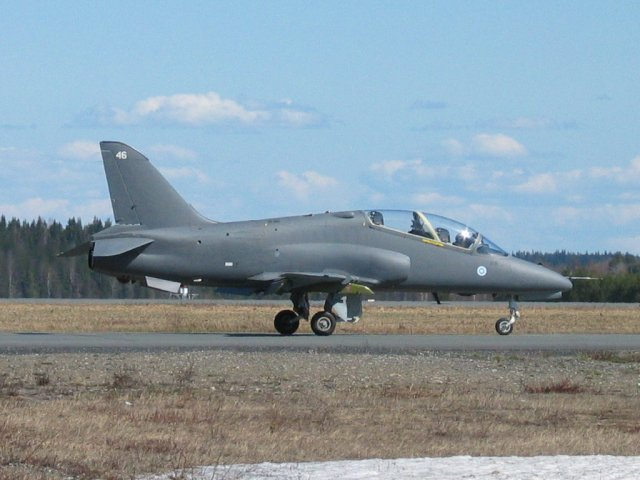
Hawk 51 thuộc Không quân Phần Lan tại Rissala AB

Hawk 50 là một phiên bản huấn luyện xuất khẩu đầu tiên, và có khả năng tấn công giới hạn. Phần Lan, Indonesia và Kenya đã mua 89 chiếc thuộc phiên bản này.
- Hawk 51 - Phiên bản xuất khẩu cho Không quân Phần Lan.
- Hawk 51A - 7 chiếc Hawk đã được bán cho Phần Lan như một phần của hợp đồng trước đó.
- Hawk 52 - Phiên bản xuất khẩu cho Không quân Kenyan.
- Hawk 53 - Phiên bản xuất khẩu cho Không quân Indonesia.

### Hawk 60
Phiên bản xuất khẩu khác, thay thế cho Hawk 50, dự định cho sự huấn luyện chuyển đổi và huấn luyện vũ khí. Các giá đỡ vũ khí được thêm vào. Đây là một phiên bản có 2 chỗ, trang bị động cơ nâng cấp Rolls-Royce Adour 861, có khả năng đạt tốc độ 1028 km/h (Mach 0.84). T-45 Goshawk được phát triển từ phiên bản này.
- Hawk 60 - Phiên bản xuất khẩu cho Không quân Zimbabwe. 8 chiếc Hawk đã được bán cho Zimbabwe, Đã được chuyển giao vào tháng 7 và tháng 10 năm 1982.
- Hawk 60A - 5 chiếc Hawk đã được bán cho Zimbabwe như một phần của hợp đồng trước đó. Đã được chuyển giao vào tháng 6 và tháng 9 năm 1992.
- Hawk 61 - Phiên bản xuất khẩu cho Dubai, không quân UAE
- Hawk 63 - Phiên bản xuất khẩu cho Abu Dhabi, Không quân Các tiểu Vương quốc Ả-rập thống nhất.
- Hawk 63A - 15 chiếc Hawk 63 đã được nâng cấp đến tiêu chuấn này.
- Hawk 63C - 4 chiếc đã được bán cho Adu như một phần của hợp đồng trước đó.
- Hawk 64 - Phiên bản xuất khẩu cho Không quân Kuwait.
- Hawk 65 - Phiên bản xuất khẩu cho Không quân Hoàng gia Ả Rập Saudi.
- Hawk 65A - 20 đã được bán cho Ả-rập Saudi như một phần của hợp đồng trước đó.
- Hawk 66 - Phiên bản xuất khẩu cho Không quân Thụy Sĩ.
- Hawk 67 - Phiên bản xuất khẩu cho Không quân Hàn Quốc.

### Hawk 100

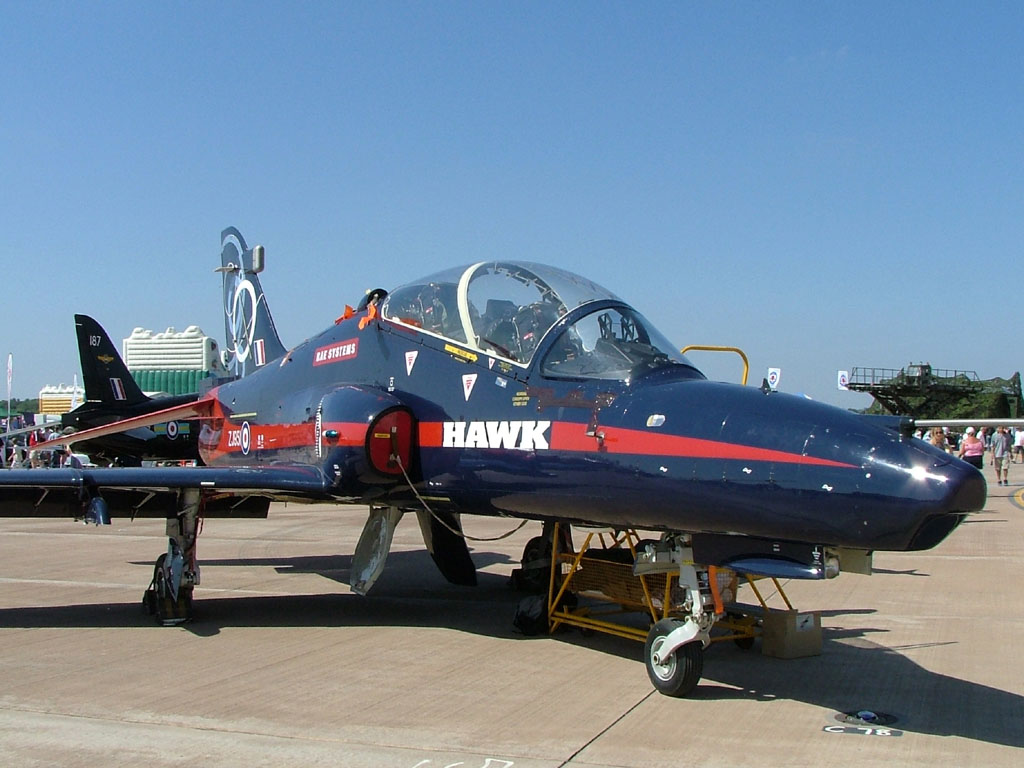
BAE Systems Hawk 120D tại RIAT 2005

Một phiên bản huấn luyện vũ khí cao cấp 2 chỗ, với hệ thống điện tử hàng không được lắp đặt, bao gồm hệ thống hồng ngoại hiện đại (tùy chọn, được lắp đặt cho máy bay của Malaysian), thiết kế lại cánh và HOTAS.
- Hawk 102 - Phiên bản xuất khẩu cho Abu Dhabi, Không quân Các tiểu Vương quốc Ả-rập thống nhất.
- Hawk 103 - Phiên bản xuất khẩu cho Không quân Hoàng gia Oman.
- Hawk 108 - Phiên bản xuất khẩu cho Không quân Hoàng gia Malaysia. (10)
- Hawk 109 - Phiên bản xuất khẩu cho Không quân Indonesia. (8)
- Hawk 115 - Phiên bản xuất khẩu cho Không quân Không quân Canada, có tên gọi 'CT-155 Hawk' trong biên chế của Canada.
- Hawk 129 - Phiên bản xuất khẩu cho Không quân Bahrain. (6)

### Hawk 120/LIFT
Hawk Lead In Fighter Trainer (LIFT) là một phiên bản được lựa chọn bởi Không quân Nam Phi vào tháng 12 năm 1999. Nó được trang bị động cơ Adour 951. LIFT được lợi từ sự phát triển thực hiện cho những chiếc Mk.127 của Australia. Thế hệ Hawk tiếp theo (120, 127 và 128) có nét đặc trưng là một đôi cánh mới, thân máy bay trung tâm và tiên tiến, bộ thăng bằng và bộ phận nằm ngang ở đuôi. Máy bay chỉ có 10% sự tương đồng với máy bay thế hệ thứ nhất hiện nay. Những phiên bản mới cũng có tuổi thọ chịu dựng gấp 4 lần so với máy bay nguyên bản. 24 chiếc đã được chuyển giao.

### Hawk 127
33 chiếc Hawk 127 Lead in Fighters (LIFs) đã được đặt hàng bởi Không quân Hoàng gia Úc vào tháng 6 năm 1997, 12 chiếc được sản xuất ở Anh và 21 chiếc ở Australia. Đây là một phiên bản với động cơ Adour 871. Hawk 127 hoạt động trong Phi đội số 76 (New South Wales) và Phi đội số 79 (Tây Úc) của RAAF.

### Hawk 128
Hawk 128 là Máy bay huấn luyện phản lực cao cấp (AFT) cho RAF và Hải quân Hoàng gia Anh. Mk.128 bao gồm màn hình hiển thị LCD hiện đại thay vì trang bị những máy móc truyền thống, cho phép chuyển đổi thành máy bay chiến đấu hiện đại, đặc biệt là buồng lái "kính" Typhoon. Nó có động cơ Rolls-Royce Adour 951. Bộ quốc phòng Vương quốc Anh đã trao tặng giải Thiết kế và Hợp đồng Phát triển cho BAE Systems vào 22 tháng 12 năm 2004, về các mẫu chế tạo của Mk.127 của Australia và Mk.120 của Nam Phi trên thiết kế này. Một hợp đồng trị giá 450 triệu bảng đã được ký vào tháng 10 năm 2006 để sản xuất 28 chiếc Hawk 128. Bộ quốc phòng Anh đã công bố dự định mua 20 chiếc và lựa chọn cho 24 chiếc nữa.

### Hawk 129
Hawk 129 là một phiên bản cho Không quân Hoàng gia Bahrain (RBAF). 6 chiếc đã được đặt mua vào năm 2002 và được chuyển giao vào năm 2006.

### Hawk 132

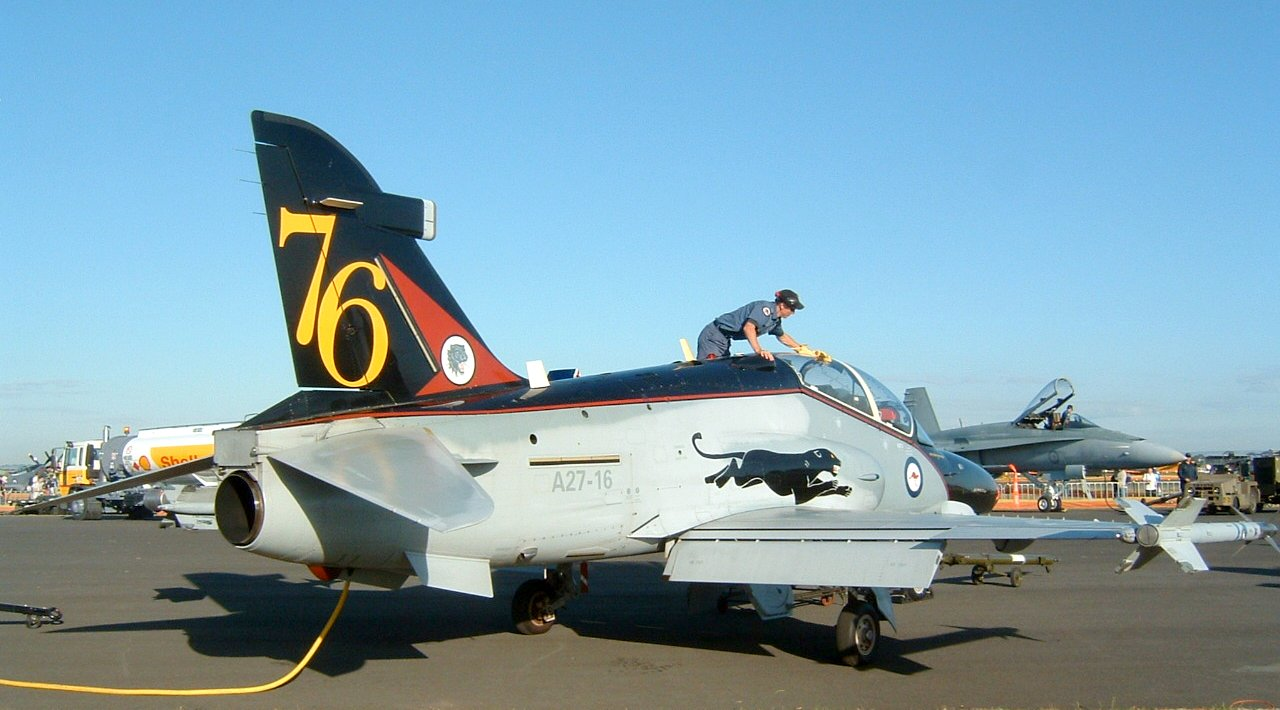
Hawk 127 thuộc Phi đội số 76 RAAF.

Phiên bản xuất khẩu mới nhất của Hawk (trước đây được miêu tả như Mk.115Y). Mk.132 đã được định từ trước sẽ hoạt động trong Không quân Ấn Độ (IAF) sau một quá trình đàm phán kéo dài nhất trong lịch sử, với việc đàm phán kéo dài trong hai thập kỷ và bản hợp đồng được ký vàp 26 tháng 3 năm 2004. IAF sẽ nhận trực tiếp 24 chiếc từ BAE Systems bắt đầu từ năm 2007 và trên 42 chiếc được lắp ráp tại Hindustan Aeronautics Limited trong giai đoạn từ 2008 đến 2010. Hải quân Ấn Độ cũng muốn đặt mua một số lượng nhỏ. Những đơn đặt hàng này sẽ giúp Ấn Độ phát triển nhanh hơn mẫu máy bay huấn luyện chiế đấu, một máy bay huấn luyện có hai động cơ được phát triển từ HAL HJT-36 Sitara, một mô hình đã được triển lãm tại Triển lãm hàng không Aero India 2005 vào tháng 2 năm 2005. Chiếc đầu tiên sẽ được chuyển giao, và 4 chiếc khác theo kế hoạch sẽ được giao cho IAF vào cuối năm 2007. Những đợt giao hàng tiếp theo sẽ diễn ra vào năm 2008.

### Hawk 200
Hawk 200 là phiên bản một chỗ, tiêm kích chiến đấu đa vai trò hạng nhẹ, với thiết kế nhấn mạnh vào mục đích phòng không, chiếm ưu thế trên không, chống tàu chiến, đánh chặn tầm xa, hỗ trợ từ trên không tầm gần và tấn công mặt đất. Nó được trang bị một radar AN/APG-66H, một phiên bản cao cấp của APG-66 trên F-16A, với hệ thống đã kênh. Máy bay có thể trang bị với tên lửa AIM-9 Sidewinder và AGM-65 Maverick. Máy bay của Malaysian có nhiều sự cải tiến lớn nhất đèn soi "lỏng", tên lửa không đối không ở đầu cánh và tiếp nhiên liệu trên không. Máy bay này có thể được triển khai tầm xa đến những vùng như Sabah và đảo Spratly. Indonesia, Malaysia và Oman đã đặt mua 62 chiếc.

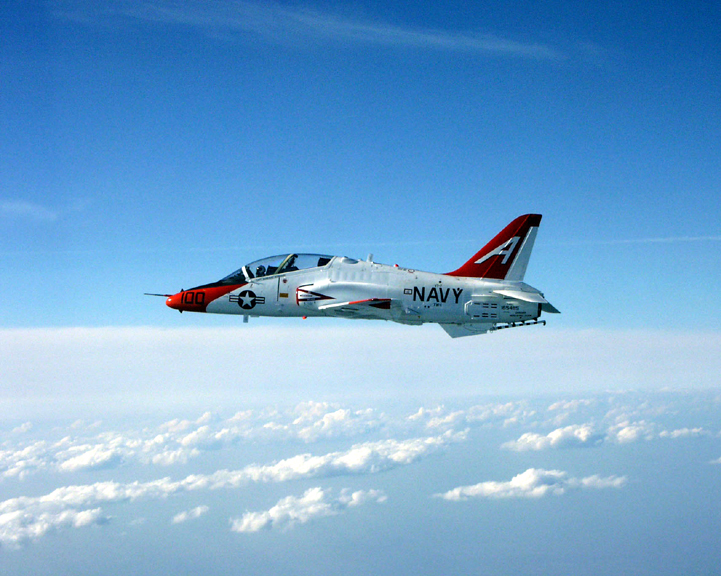
T-45A Goshawk

- Hawk 203 - Phiên bản xuất khẩu cho Không quân Oman.
- Hawk 205 - Phiên bản xuất khẩu cho Không quân Hoàng gia Ả Rập Saudi.
- Hawk 208 - Phiên bản xuất khẩu cho Không quân Malaysia. (18)
- Hawk 209 - Phiên bản xuất khẩu cho Không quân Indonesia. (32)

### T-45 Goshawk
T-45 Goshawk là một máy bay được phát triển từ Hawk 60 có khả năng mang vũ khí đầy đủ, nó được phát triển cho Hải quân Hoa Kỳ để huấn luyện trên tàu sân bay.

### Hawk Advanced Jet Trainer 2
Hawk Advanced Jet Trainer 2 (AJT 2) là một khái niệm cho một máy bay huấn luyện phản lực cao cấp cho các khách hàng hiện nay và tương lai.

## Các quốc gia sử dụng

### Các quốc gia hiện này
Úc
- Không quân Hoàng gia Úc
  - Phi đội số 76
  - Phi đội số 79

 Bahrain
- Không quân Hoàng gia Bahrain
  - Sử dụng 6 chiếc.

 Canada
- Không quân Canada
  - Trường huấn luyện đơn bị bay Canada 2
  - Phi đội tiêm kích chiến thuật 419 (huấn luyện)

 Phần Lan
- Không quân Phần Lan
  - Phi đội số 41
  - 50 chiếc Hawk Mk.51 đã được mua vào năm 1980, 7 chiếc Mk.51A được mua thêm năm 1993-1994 để bù cho số máy bay Hawk đã mất. 18 chiếc Mk.66 sẽ được giao vào năm 2009 để duy trì phi đội Hawk fleet cho đến năm 2017-2019.[5] Những chiếc Hawk của Phần Lan thỉnh thoảng cũng được vũ trang bằng tên lửa Molniya R-60/AA-8 của Nga.[6]

 Ấn Độ
- Không quân Ấn Độ

 Indonesia
- Không quân Indonesia

 Kenya
- Không quân Kenya

 Kuwait
- Không quân Kuwait

 Malaysia
- Không quân Hoàng gia Malaysia

 Oman
- Không quân Hoàng gia Oman

 Ả Rập Xê Út
- Không quân Hoàng gia Ả Rập Saudi

 Nam Phi
- Không quân Nam Phi
  - Trường bay chiến đấu 85

 Hàn Quốc
- Không quân Hàn Quốc

 Anh Quốc
- Không quân Hoàng gia Anh
  - Phi đội số 100

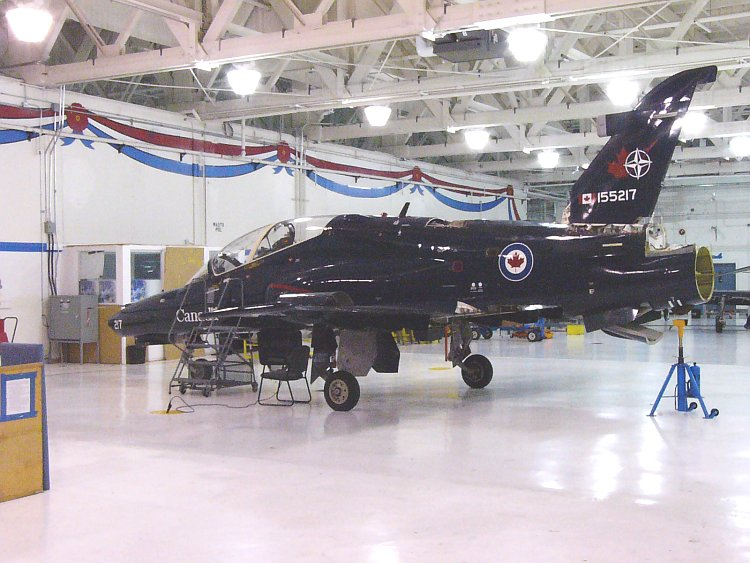
Chiếc BAe CT155 Hawk số 155217 của Canada tại CFB Moose Jaw, 3 tháng 11 năm 2005

  - Trường huấn luyện bay số 4 (Phi đội số 19(R) & Phi đội số 208(R))
  - Đội bay biểu diễn trên không Red Arrows thuộc RAF
- Hải quân Hoàng gia Anh
  - Fleet Requirements Air Direction Unit (FRADU)

 UAE
- Không quân Các Tiểu vương quốc Ả Rập Thống nhất

 Zimbabwe
- Không quân Zimbabwe

### Những đơn đặt hàng và nâng cấp tiềm năng trong tương lai
Có rất nhiều quốc gia là khách hàng tiềm năng cho BAE Hawk và như vậy những đơn đặt hàng tương lai của Hawk là rất lơn. BAE Systems cho rằng họ có thể bán thêm 400 chiếc Hawk trong vòng 10 năm tới. Đây là một danh sách tổng quan nhỏ về những khách hàng tiềm năng của loại máy bay này trong vòng 10 tới.
 Anh Quốc
Không quân Hoàng gia Anh
Với 28 chiếc Hawk 128 của BAE Systems Hawk đã đặt hàng, RAF hy vọng sẽ có những đơn đặt hàng lớn hơn với tổng cộng 44 chiếc. Con số cuối cùng có thể cao hơn đáng kể so với điều này.
 Ấn Độ
- Hải quân Ấn Độ

Đã có thông tin  Hải quân Ấn Độ muốn mua khoảng 18 chiếc BAE Systems Hawk 132 hay BAE Systems/Boeing T45 Goshawk. Không quân Ấn Độ cũng nói rằng cần thêm những chiếc Hawk.
 Bahrain
- Không quân Hoàng gia Bahrain

Bahrain đã có 6 chiếc Hawk và đang lựa chọn thêm 6 khác. BAE Systems đã đàm phán để chuyển các tùy chọn vào trong đơn đặt hàng.
 Ả Rập Xê Út
- Không quân Hoàng gia Ả Rập Saudi

Tạp chí quân sự Janes bản tháng 6 năm 2007 nói rằng BAE Systems đang đàm phán với chính phủ của Ả Rập Saudi về hợp đồng mua 60 chiếc Hawk Advanced Jet Trainer. Nhà máy sản xuất Eurofighter Typhoon chắc chắn sẽ được xây dựng ở Ả Rập Saudi bởi BAE Systems.  Lưu trữ ngày 17 tháng 5 năm 2008 tại Wayback Machine.
 Indonesia
- Không quân Indonesia

Một tờ bao Indonesia cho biết  vào đầu năm 2007 không quân nước này đã có ý định mua những chiếc BAE Systems Hawk, nếu ngân sách cho phép, có thể họ sẽ mua 12 chiếc.
 Brunei
- Không quân Hoàng gia Brunei

Brunei thông báo đang tìm kiếm khoảng 12 máy bay chiến đấu hạng nhẹ, với một ứng cứ viên là BAE Systems Hawk .
 Oman
- Không quân Hoàng gia Oman

Không quân Hoàng gia Oman quan tâm đến việc nâng cấp những chiếc Hawk 200 của họ để chúng có thể mang được Paveway. 
 Hy Lạp
- Không quân Hy Lạp

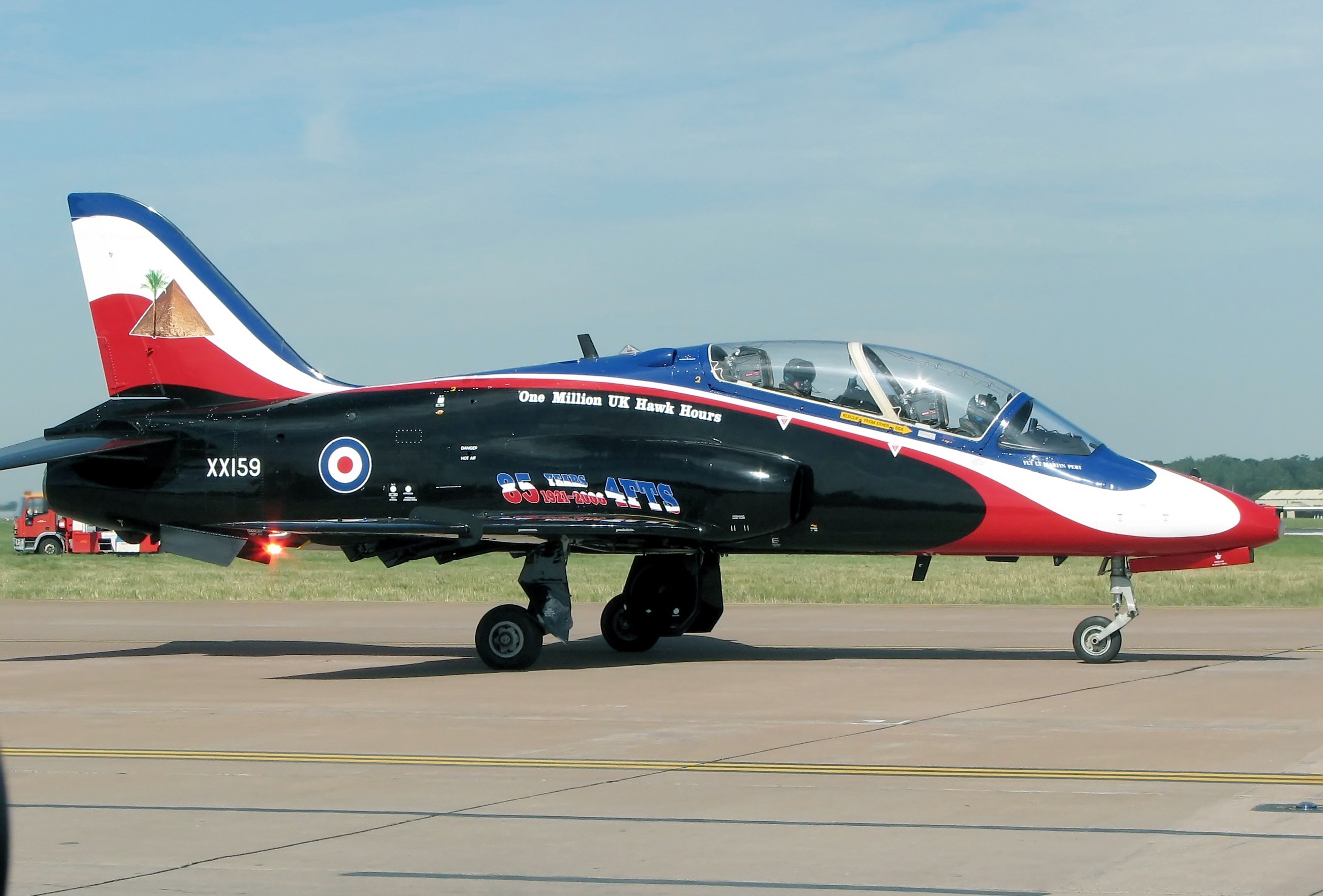
Hawk T.1A thuộc RAF

Không quân Hy Lạp có một nhu cầi trang bị 40 máy bay phản lực huấn luyện cao cấp với BAE Systems Hawk là một trong số ứng cử viên. BAE Systems đã ký một thỏa thuận với  HAI nhằm tạo sự hợp tác nếu BAE Systems Hawk chiến thắng.
 Singapore
- Không quân Cộng hòa Singapore

Singapore đang hoàn thành các giai đoạn để mở một cuộc đấu thầu cung cấp 20 máy bay phản lực huấn luyện vào năm 2008, BAE Systems Hawk được mong đợi trở thành ứng cử viên chính .
 Israel
- Không quân Israel

Israel đang hy vọng mua 40 máy bay phản lực huấn luyện cao cấp, như vậy chắc chăn BAE Systems/Boeing T45 Goshawk sẽ trở thành đối thủ nặng ký trong cuộc đua cung cấp máy bay cho Israel .

### Quốc gia trước đây
Thụy Sĩ
- Không quân Thụy Sĩ: 20 Hawk Mk.66 đã được mua vào năm 1992 nhưng chỉ được sử dụng hạn chế. Chúng đã bị rút khỏi hoạt động vào năm 2002 và hiện nay đang được lưu trữ trong kh. Vào tháng 6 năm 2007, 18 chiếc trong số 20 chiếc đã được bán cho Phần Lan với giá 41 triệu euro và chúng sẽ được chuyển giao vào năm 2009-2010.[7]

## Thông số kỹ thuật (Hawk 128)
Dữ liệu lấy từ Royal Air Force, BAE Systems, và Air Vectors

### Đặc điểm riêng
- Phi đoàn: 2
- Chiều dài: 12.43 m (40 ft 9 in)
- Sải cánh: 9.94 m (32 ft 7 in)
- Chiều cao: 3.98 m (13 ft 1 in)
- Diện tích cánh: 16.70 m² (179.64 ft²)
- Trọng lượng rỗng: 4.480 kg (9.880 lb)
- Trọng lượng cất cánh: 7.480 kg (16.480 lb)
- Trọng lượng cất cánh tối đa: 9.100 kg (20.000 lb)
- Động cơ: 1× Rolls-Royce Adour Mk.951 với FADEC, 29 kN (6.500 lbf)

### Hiệu suất bay
- Vận tốc cực đại: 1.028 km/h, 638 mph (Mach 0.84 khi bay thẳng) (bổ nhào Mach 1.2)
- Tầm bay: 2.520 km (1.360 NM, 1.565 mi)
- Trần bay: 13.565 m (44.500 ft)
- Vận tốc lên cao: 47 m/s (9.300 ft/min)
- Lực nâng của cánh: n/a
- Lực đẩy/trọng lượng: 0,65

### Vũ khí
- 1× pháo ADEN 30 mm.
- Mang được 6.800 lb (3.085 kg) vũ khí trên 5 giá treo, bao gồm:
  - 4× AIM-9 Sidewinder hoặc ASRAAM.
  - 1.500 lb (680 kg) bom, giới hạn trên một giá treo ở giữa thân và 2 giá treo trên cánh (Hawk T.1)

## Nội dung liên quan
Máy bay có cùng sự phát triển
- SEPECAT Jaguar
- T-45 Goshawk

Máy bay có tính năng tương đương
- Alpha Jet
- CASA C-101 Aviojet
- G-4 Super Galeb
- Hongdu JL-8
- PZL I-22 Iryda

Dãy tiếp theo
- Harrier - P.1154 - Nimrod - Hawk - HS125
- CF: - CT-155 - CT-156 Harvard II -